# Дронго альдабранський
Дронго альдабранський (Dicrurus aldabranus) — вид горобцеподібних птахів родини дронгових (Dicruridae).

## Поширення
Ендемік Сейшельських островів. Трапляється на атолі Альдабра на південному заході архіпелагу. Мешкає у лісистих місцевостях. Загальна популяція виду оцінюється у 1000 птахів.

## Опис
Дрібний птах, завдовжки 23 см, вагою 40-53 г. Це птах з міцною і стрункою зовнішністю, великою округлою головою, конусоподібним і міцним дзьобом, короткими ногами, довгими крилами і довгим хвостом з роздвоєним кінцем, кінчики якого розходяться, вигинаючись назовні в дистальній половині. Пера чола трохи довші за інші і вигнуті вперед. Оперення глянцево чорне з синюватим відблиском. Дзьоб і ноги чорні, очі криваво-червоні.

## Спосіб життя
Трапляється парами або наодинці. Полює на комах та інших безхребетних. Іноді поїдає дрібних ящірок та жаб, ягоди та плоди. Моногамний птах. Розмножується цілорічно, з піками з березня по травень та з середини вересня по листопад. Невелике чашоподібне гніздо серед гілок дерев будують обидва партнери. У кладці 2-4 яйця. Насиджують також обидва батьки по черзі. Інкубація триває два тижні. Пташенята залишають гніздо приблизно через 20 днів після народження.